# Conilorpheus blandus
Conilorpheus blandus är en kräftdjursart som beskrevs av Barnard 1955. Conilorpheus blandus ingår i släktet Conilorpheus och familjen Cirolanidae. Inga underarter finns listade i Catalogue of Life.